# Bláskógabyggð
Bláskógabyggð ist eine Gemeinde in der Region Suðurland im Südwesten Islands.
Am 1. Januar 2023 zählte die Gemeinde 1280 Einwohner. Auf ihrem Gemeindegebiet liegen zwei bedeutende Zentren isländischer Geschichte, die alte Thingstätte Þingvellir und der ehemalige Bischofssitz Skálholt.
Die drei größten Siedlungen sind Reykholt mit 343 Einwohnern, Laugarvatn mit 247 Einwohnern und Laugarás mit 127 Einwohnern.

## Geografie

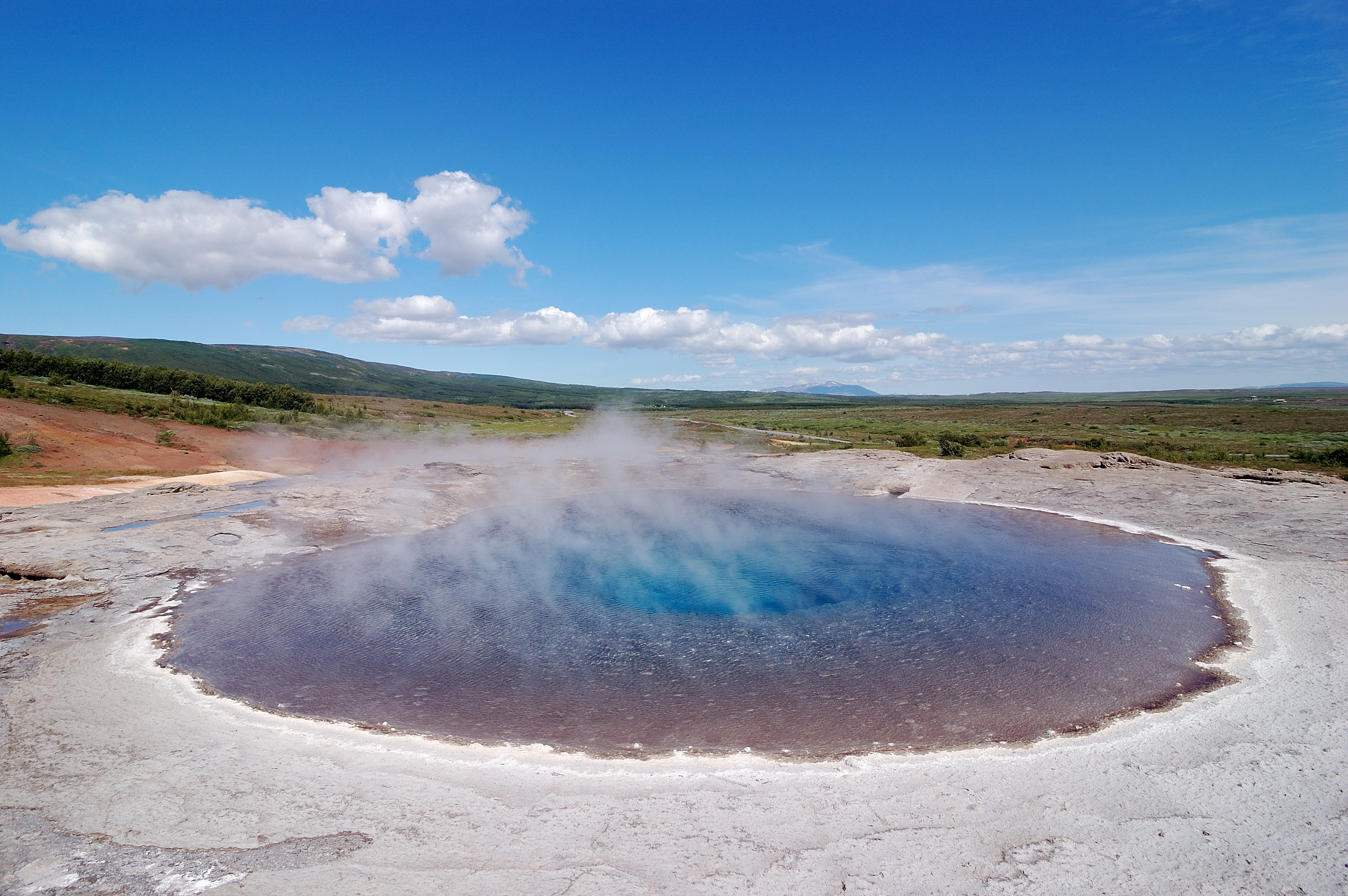
Der Große Geysir im Haukadalur.

Auf dem Gemeindegebiet liegen teilweise die Seen Þingvallavatn, Apavatn und Laugarvatn. Im Norden befindet sich der Langjökull. Südlich bzw. südöstlich des Gletschers befinden sich die Seen Hagavatn, Sandvatn und der Hvítárvatn, aus dem die Hvítá entspringt. Im Nordosten der Gemeinde liegt der Hofsjökull. Im Westen der Gemeinde, wo diese an Kjós und Hvalfjarðarsveit grenzt, liegt der Berg Botnssúlur, etwas östlich der Skjaldbreiður. Im Osten der Gemeinde liegt der bekannte Wasserfall Gullfoss, ein Teil des touristisch bedeutsamen Gullni hringurinn, zu welchem auch das Haukadalur zählt. Dieses weist ein Hochtemperaturgebiet und zahlreichen Geysire (u. a. den Großen Geysir und den Strokkur) auf und liegt am Fuße des Berges Laugarfjall. Etwas weiter östlich befindet sich der Berg Bláfell.

## Geschichte
Bláskógabyggð entstand als Gemeinde am 11. Februar 2002 durch den Zusammenschluss der drei Landgemeinden Biskupstungur (Biskupstungnahreppur), Laugardalur (Laugardalshreppur) und Þingvellir (Þingvallahreppur).

## Reykholt
Reykholt (nicht zu verwechseln mit Reykholt in der ebenfalls westisländischen Gemeinde Borgarbyggð) ist die größte Siedlung der Gemeinde mit heißen Quellen und Gewächshäusern in der Nähe von Skálholt.

## Laugarvatn

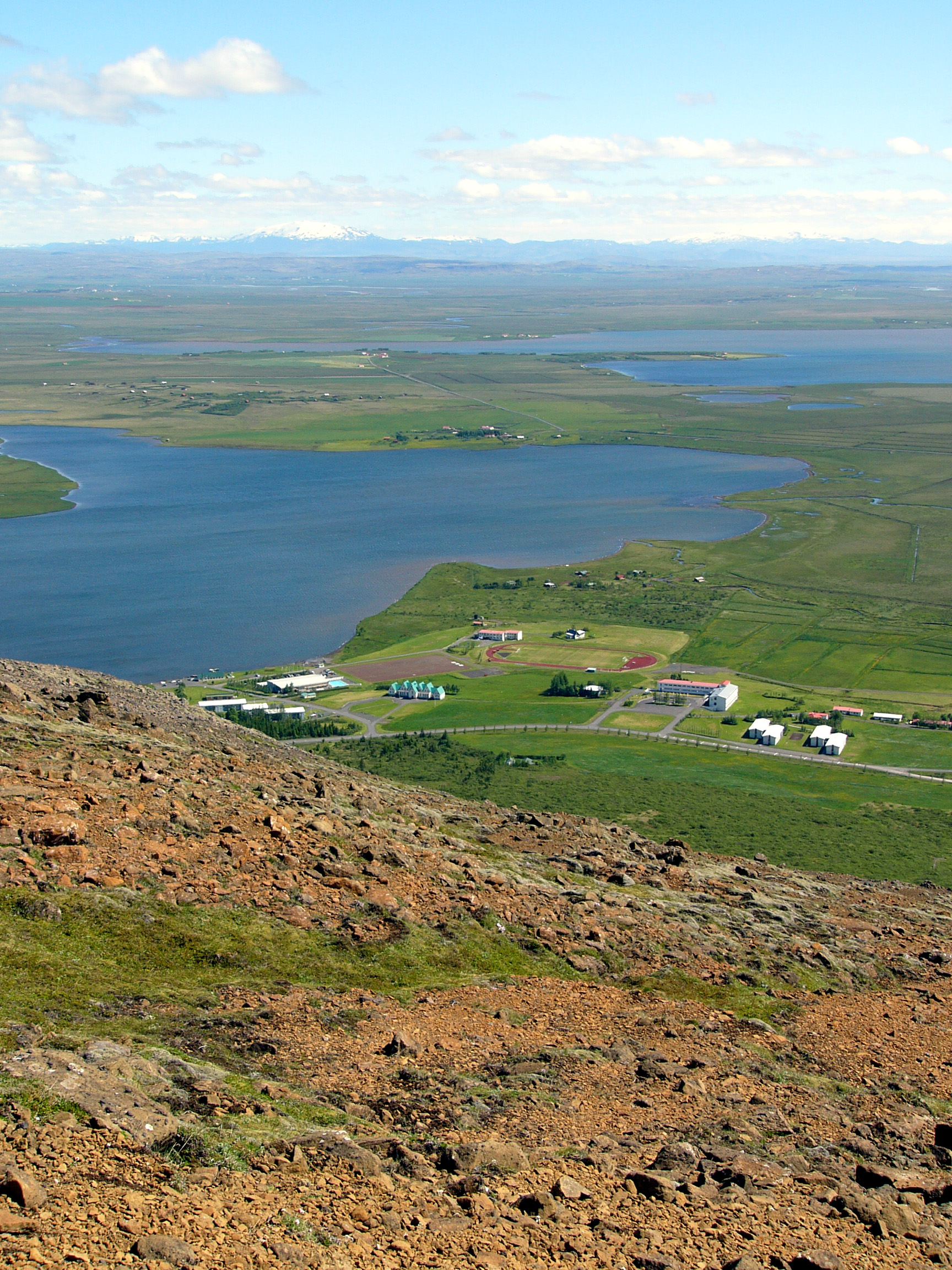
Häuser des Ortes mit dem See Laugarvatn

Laugarvatn ([ˈløyːɣarvahtn̥], deutsch „Warmwassersee“) liegt am gleichnamigen See und verfügt über ein Schulzentrum mit Grunnskóli (Grundschule), Menntaskóli (höherer Schule) und Pädagogischer Hochschule. Die Héraðsskólinn wurde vom Architekten Guðjón Samúelsson errichtet.
In Laugarvatn befinden sich zahlreiche heiße Quellen, die in Gewächshäusern genutzt werden.

## Einwohnerentwicklung
| Datum         | Einwohner               |
| ------------- | ----------------------- |
| 1. Dez. 1997: | 792 (Gebietsstand 2002) |
| 1. Dez. 2003: | 905                     |
| 1. Dez. 2004: | 888                     |
| 1. Dez. 2005: | 921                     |
| 1. Dez. 2006: | 921                     |